# Hitachi (prins)
Hitachi (常陸宮正仁親王 Hitachi no miya Masahito Shinnō), född 28 november 1935 i Kejserliga palatset i Tokyo, är andre son till framlidne kejsar Hirohito (Shōwa) och kejsarinnan Nagako (Kōjun). Han har arvsrätt till den japanska tronen.
Prins Hitachi växte upp med sin bror prins Akihito under brinnande krig och tillbringade en del av uppväxten utanför storstadsområdena. Skolgången fungerade ändå med studier i engelska och fysik. 1960 tog prins Hitachi sin examen i fysik vid Faculty of Science på Gakushuin universitet. Han fortsatte högre studier vid Tokyo universitet där han forskade på tumörer, något han har fortsatt med under sin karriär.
Prinsen ingick äktenskap den 30 september 1964 med Tsugaru Hanako, född 1940, vilken hädanefter tituleras, HKH Prinsessan Hitachi. Prinsessan arbetar med välgörenhet och kultur. Prinsparet Hitachi har inga barn.